# Marc Cassivi
Pour les articles homonymes, voir Cassivi.
Marc Cassivi est un journaliste canadien Il est chroniqueur aux pages culturelles et critique de cinéma au quotidien La Presse, à Montréal, depuis 1993.

## Biographie
Marc Cassivi est diplômé en droit de l'Université de Montréal (baccalauréat) et détenteur d'un diplôme d'études supérieures spécialisées (DESS) en journalisme international de l'École supérieure de journalisme de Lille (France) et de l'Université Laval (Québec). En octobre 1997, il compte parmi les premiers étudiants à compléter le diplôme en journalisme international offert conjointement par l'Université Laval et l'ESJ de Lille depuis 1996. C'est ce programme qui le confirme dans sa carrière de journaliste. Il est, avec Marc-André Lussier, le principal critique de cinéma de La Presse. 
Il collabore à l'émission de Christiane Charette à la Première Chaîne de Radio-Canada et à C'est juste de la TV de 2007 à 2012.
Il anime avec Rebecca Makonnen un magazine culturel, Esprit critique, qui est diffusé sur Première Chaîne de Radio-Canada de janvier 2016 à mars 2021.

## Livre
- Mauvaise langue, Montréal, Éditions Somme Toute, 2016, 101 p.

## Polémique autour de son livre
L’accueil fait à l’essai de Marc Cassivi est mitigé. Dans la revue Les libraires, Victor Caron-Veilleux écrit: 
“La langue a toujours été un sujet sensible pour la nation québécoise. Le chroniqueur de La Presse s’attaque à ce sujet de manière très personnelle. La plaquette d’une centaine de pages mêle l’essai et le récit afin de construire un discours pour un français qui peut se marier à l’anglais afin de donner la langue des Dead Obies ou le chiac des Hay Babies. L’argumentaire de Cassivi ne se veut pas linguistique ou sociologique. Il se base sur sa migration de Gaspé au Mile-End et sur ses études dans le West Islandoù il a presque été assimilé, pour répondre à ses adversaires réfractaires à l’anglais. En outre, Mauvaise langue est d’une originalité et d’une maîtrise assumées qui déstabilise, qui dérange les détracteurs « anglophobes » de l’auteur. D’ailleurs, Where They @ ces fervents défenseurs du français qui n’hésiteront pas à répliquer à Cassivi, pour reprendre le refrain des « franglophones » Dead Obies.” https://www.leslibraires.ca/livres/mauvaise-langue-marc-cassivi-9782924606148.html
De son côté, le professeur de littérature de l’Université de Montréal, Benoit Melançon, s’accorde aussi avec les thèses de Cassivi. « La critique de Cassivi a ceci d’intéressant qu’il défend des positions qui pourraient être celles de ses adversaires. Il croit par exemple à la nécessité de maintenir la Charte de la loi française (p. 96) et les quotas de musique francophone à la radio (p. 82-83). Il se définit comme indépendantiste (mais un indépendantiste meurtri par les propos de Jacques Parizeau au moment de la défaite du camp du oui lors du référendum sur l’indépendance nationale québécoise de 1995). Il se méfie de l’assimilation linguistique (p. 97, entre autres exemples).
Là où il s’éloigne de ses adversaires, et radicalement, c’est au sujet du rapport à l’anglais. Pour lui, impossible de refuser le bilinguisme individuel (il n’aborde presque pas le bilinguisme institutionnel). Il a besoin de l’anglais et il ne s’en cache pas. (L’Oreille ne comprend pas très bien pourquoi on pourrait lui reprocher cela. On le lui a pourtant beaucoup reproché sur les médias dits «sociaux».) https://oreilletendue.com/2016/03/04/lart-de-se-faire-des-amis/
Professeur à l'Université d'Ottawa, Jean Delisle affirme que "Benoît Melançon et Marc Cassivi adhèrent au nouveau dogme du « néo-libéralisme linguistique » dans leurs ouvrages respectifs Le niveau baisse! et autres idées reçues sur la langue (Del Busso, 2015) et Mauvaise langue (Somme toute, 2016). Tous deux regardent de haut ceux qui poursuivent l’incessant combat visant à préserver la sève idiomatique de la langue française et sa richesse lexicale. À leurs yeux, ce combat est aussi futile que ringard, car « les langues sont des guidounes et non des reines », des reines devant qui il faudrait se prosterner. [...] Ce qui étonne le plus dans ce débat linguistique est le fait que Melançon et Cassivi acceptent le français hybride et « joualisant » de manière tout à fait décomplexée, voire irresponsable, tout en croyant faire « rayonner la langue française ». Leur technique rhétorique consiste à traiter de vieux réactionnaires ceux qui considèrent que le franglais est beaucoup plus qu’un simple épiphénomène artistique sans effet réel sur la place et sur la qualité du français au Québec. D’où la riche collection d’épithètes dont ils affublent ces « puristes » déconnectés de la réalité qui, à leurs yeux, sont des « essentialistes linguistiques », des « curés aux oreilles écorchées », des « chevaliers de l’apocalypse linguistique », des « alarmistes », des « monomaniaques du français »."
Dans la revue de l'Action nationale, le démographe Guillaume Marois déplore le manque de rigueur dont fait preuve Marc Cassivi dans son livre, Mauvaise langue. Il souligne notamment que "[l]es données et les études ne sont pas importantes pour Cassivi", que ses réflexions reposent essentiellement sur des anecdotes personnelles et que, "[e]n somme, il s’agit d’un livre inutile dont l’objectif est manifestement la visibilité pour un égocentrique en manque d’attention." Michel Paillé, lui aussi démographe, a noté dans le Huffington Post Québec, que le soi-disant refus de «l'apprentissage de l'anglais» des Québécois, «relève chez Cassivi du domaine de la foi» plutôt que des faits. Consultant les données du recensement de 2011, Paillé affirme que «la palme du bilinguisme au Canada revenait largement à sa minorité francophone» : 3,1 millions de bilingues (54%) pour une minorité ne comptant «que pour 21 % de la population».
Dans un article publié dans le Huffington Post le 24 mars 2016, une critique ferme est formulée à l'endroit de Cassivi : "Alors que partout sur la planète des pays et des peuples se battent (souvent avec succès) pour que leurs langues nationales atteignent le statut qu’elles méritent, qu’ils se libèrent en utilisant leur propre langue, le Québec ferait le contraire s’il devait suivre les conseils d’un Cassivi. Ce serait l’apprentissage généralisé de l’anglais, la bilinguisation du Québec, le franglais, l’abandon des objectifs de départ de la Charte de la langue française."
Dans Le Devoir, Louis Cornellier fait remarquer pour sa part que Marc Cassivi confond le "bilinguisme individuel" et le "bilinguisme institutionnel ou collectif", seul le second étant généralement la cible des défenseurs de la langue française. Il écrit par ailleurs, critiquant l'approche de Cassivi : "Mépris de sa culture et conception superficielle de l’art se conjuguent ici dans une apologie de l’aliénation librement consentie, qui prend l'œuvre de la chanteuse Adele pour du grand art et les films américains de certains de nos cinéastes pour de grandes manifestations de la culture québécoise à l’étranger, en anglais. Or, que reste-t-il d’une culture nationale sans la langue qui la constitue ?"
Comme le rapporte le Huffington Post dans le cadre d'une entrevue avec l'auteur, Marc Cassivi a délibérément adopté une approche biographique pour écrire son essai, et son objectif fut essentiellement le suivant : « C’est paradoxal, car plusieurs personnes ne croient pas que je suis indépendantiste. Moi, je veux briser la conception du nationalisme identitaire blanc, franco et catholique qu’on perçoit énormément dans le “nous”, qui a été très incarné dans la Charte des valeurs du PQ. J’en ai beaucoup contre ça. Selon moi, on peut être souverainiste et avoir envie d’une plus grande ouverture. »